# Rhamphocottidae
Rhamphocottidae (Donderpadden) zijn een familie van straalvinnige vissen uit de orde van Schorpioenvisachtigen (Scorpaeniformes).

## Geslacht
- Rhamphocottus Günther, 1874